# Доктор Джекилл и мисс Хайд
«До́ктор Дже́килл и мисс Хайд» (англ. Dr. Jekyll and Ms. Hyde) — комедийный художественный фильм совместного американо-британского производства, поставленный режиссёром Дэвидом Прайсом по мотивам повести Стивенсона «Странная история доктора Джекила и мистера Хайда».
Фильм вышел в прокат США 25 августа 1995 года в Лос-Анджелесе и Нью-Йорке.

## Сюжет
Молодой и амбициозный химик, работник парфюмерной компании Ричард Джекс получает в наследство от умершего дядюшки научные записки своего родственника. Уязвлённый скромностью наследства, оставленного дядюшкой-миллионером, он принимается за изучение записок и создаёт по ним некий эликсир, который испытывает на себе.
В результате действия эликсира Джекс превращается в женщину. Превращение происходит в офисе и скоро сотрудники обнаруживают незнакомую красивую девушку в одном халате. Она представляется ассистенткой Ричарда и называет себя Хелен Хайд, а свой необычный наряд объясняет тем, что пролила на одежду кофе.
Произошедшее превращение не является необратимым, и через некоторое время Хелен превращается обратно в Ричарда. В дальнейшем такие превращения продолжаются — Хелен и Ричард живут каждый своей жизнью. Хелен, обладая умом и знаниями Ричарда, использует свою внешность и, соблазняя руководителей компании, строит весьма успешную карьеру. Ричард — напротив — теряет авторитет на работе, ссорится с невестой Сарой. Кроме того, Ричард обращает внимание на то, что время его активности сокращается, при том, что время активности Хелен увеличивается, и если так будет продолжаться дальше — Ричард исчезнет вообще.
Он спешно разрабатывает противоядие, которое должно сработать, будучи введённым именно в Хелен. Сара, проинструктированная Ричардом, вкалывает противоядие прямо во время презентации новых духов. Превращение Хелен в Ричарда происходит у всех на глазах.
Перед изумлённой публикой Ричард в женской одежде и макияже выступает с речью, в которой говорит, что для того, чтобы создать хорошие женские духи, ему пришлось самому быть женщиной.

## В ролях
| Актёр             | Роль                            |
| ----------------- | ------------------------------- |
| Шон Янг           | Хелен Хайд                      |
| Тим Дейли         | Ричард Джекс                    |
| Лизетт Энтони     | Сара , невеста Ричарда          |
| Стивен Тоболовски | Оливер Минц                     |
| Харви Файерстин   | Ив Дюбуа                        |
| Теа Видэйл        | Вэлери , секретарша             |
| Джереми Пивен     | Пит Уолстон                     |
| Полли Берген      | миссис Унтервелдт               |
| Стивен Шеллен     | Ларри , двоюродный брат Ричарда |
| Шина Ларкин       | миссис Минц                     |

## Производство
Съёмки фильма проходили в Монреале.

## Критика
На сайте-агрегаторе Rotten Tomatoes фильм получил рейтинг 14 % на основании 7 рецензий критиков со средней оценкой 2,5 из 10.
В марте 1996 года фильм номинировался на премию «Золотая малина» в трёх категориях: «Худшая актриса» для Шон Янг, «Худший Ремейк или Сиквел» и «Худшая пара на экране» для Дейли и Янг.